# Trescore Cremasco
Trescore Cremasco (Trescur in dialetto cremasco) è un comune italiano di 2 936 abitanti della provincia di Cremona in Lombardia.

## Origini del nome
Il nome "Trescore" compare per la prima volta in alcuni documenti di Enrico VI, datati 1192; in essi erano anche citati i nomi di altri villaggi: Cremosanum (oggi Cremosano), Casaletum (Casaletto Vaprio), Bordenacium (località di cui oggi non abbiamo più tracce) e Quintanus (Quintano). 
Nell'opera Terre nostre Mons. Zavaglio tenta di definire l'etimologia del nome Trescore, facendolo derivare o da Tres curiae o Tres curtes, ovvero "tre cascine", intorno alle quali si sarebbe poi sviluppato l'abitato. 
Queste tre nuclei potrebbero essere:
- Il Merlo sembra fosse in origine un luogo fortificato. Il nome infatti viene da (moerulus) muro di fortezza e il carattere complessivo del piccolo abitato, isolato lo fanno ritenere un posto di vedetta e di prima difesa dalla parte di occidente in cui, dove ora è Scannabue, esisteva la selva Paradia o Parasia che si estendeva sin vicino a Palazzo Pignano.
- Il Tedolto dal latino "teda, toeda" pino selvatico, resinoso, indicava il luogo dove, sino alla seconda metà del secolo scorso si innalzavano "alti pini" il qual fatto diede il nome alla località.
- Le Chiusure indicavano a nord le dighe o argini di difesa delle acque che vi scorrevano e di cui è rimasta traccia in un tratto fra Trescore e Casaletto Vaprio a est e in un altro tratto ad ovest dove ora è il fabbricato dell'Asilo, tratto ora colmato.

Del resto, come nei campi di Trescore sino a pochi anni fa, le strade erano costituite dalle "foppe" cioè dal letto dei fossati ampi e spaziosi e contenenti acqua sino ad un certo livello, così sino ad una certa epoca - sec. XVIII e principio sec. XIX - quasi tutte le stesse vie interne del villaggio e la cosa era sino a non molti anni fa nella memoria e nella tradizione dei più vecchi, erano veri e propri fossati e canali coperti d'acqua: un piccolo sentiero ai margini serviva ai pedoni. Tutto ciò indicave le antiche condizioni del luogo, a qualche centinaio di metri distante dalla riva settentrionale del Moso, che anche oggi si avalla in modo assai sensibile a sud. Quasi, si direbbe, edificato in mezzo alle acque e alle copiose sorgenti e succeduto probabilmente ad antichissime stazioni e dimore di palafitticoli di cui sparsi, in epoca preistorica, i bordi e la riviera di presso che l'intero Moso.
Finora, il nome del paese non è stato rintracciato in altri documenti e, vista l'assenza di torri, castelli o ville legate a famiglie nobili della zona, si ritiene che Trescore non fu mai sottoposto al potere di feudatari o famiglie dominanti. Ciò ha probabilmente facilitato la formazione di famiglie contadine di piccoli proprietari terrieri.

## Storia

### Medioevo
Nel 1449 Trescore passò sotto il dominio veneto e, nel 1580, venne legato alla Diocesi di Crema. Tra i secoli XIII e XVII, diverse epidemie flagellarono il piccolo centro abitato, causando numerose vittime. Probabilmente, durante uno di questi eventi pestilenziali (inizi del XVI secolo), venne edificata la chiesetta di S. Rocco. Il secolo XVIII portò un'ondata di benessere: infatti nel 1758 venne edificata, in stile barocco, la Chiesa di Sant'Agata. Tradizione vuole che la Santa domò un incendio divampato in un deposito di polvere da sparo, che altrimenti avrebbe raso al suolo gran parte dell'abitato.

### Età moderna
Trescore cadde sotto la Francia nel 1797 e sotto l'Austria nel 1814. Come tutto il Cremasco, il borgo venne accorpato alla provincia di Lodi-Crema.

### Età contemporanea
Nel 1859, con la riorganizzazione del territorio seguita all'Unità d'Italia, Trescore venne aggregato alla provincia di Cremona. Fino al 1915 il comune si chiamava solo Trescore.

### Simboli
Lo stemma e il gonfalone sono stati concessi con decreto del presidente della Repubblica del 25 giugno 1992.
Il gonfalone è un drappo partito di giallo e di azzurro.

## Monumenti e luoghi d'interesse

### Architetture religiose

#### Chiesa parrocchiale di Sant'Agata

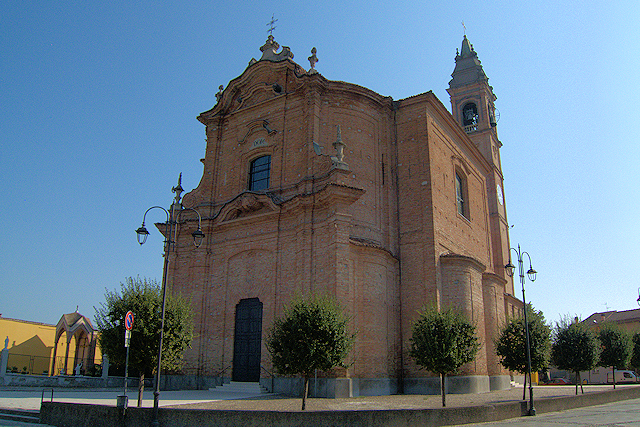
Chiesa parrocchiale di Sant'Agata V.M.

La chiesa parrocchiale di Sant'Agata è uno dei più grandi monumenti del territorio Cremasco. È in stile barocco - romanico ed è stata costruita dai muratori di Trescore, si dice, in soli ventiquattro mesi dal 1757 al 1759.
Sorge in mezzo al paese laddove c'era l'antica chiesetta di Sant'Agata e fu progettata dall'architetto Zanini, il quale si uccise prima della fine dei lavori perché credeva che la chiesa fosse in pericolo di cadere non avendo colonne interne. 
L'interno presenta pregevoli affreschi del Piccinardi. Da notare le quattro vele riportanti gli Evangelisti e la cupola magnificamente affrescata intitolata La gloria del Paradiso.

## Società

### Evoluzione demografica
Abitanti censiti

### Etnie e minoranze straniere
Al 31 dicembre 2020 i cittadini stranieri sono 328. Le comunità nazionali numericamente significative sono:
1. Romania, 125
2. Egitto, 46
3. India, 33
4. Albania, 27

## Infrastrutture e trasporti

### Strade
Il territorio è attraversato dalle seguenti strade provinciali:
- CR SP 2 Crema-Vailate
- CR SP 80 Pandino-Casaletto Vaprio

## Amministrazione
Elenco dei sindaci dal 1985 ad oggi.
| Periodo | Periodo   | Primo cittadino   | Partito              | Carica                    | Note                 |
| ------- | --------- | ----------------- | -------------------- | ------------------------- | -------------------- |
| 1985    | 1990      | Giancarlo Ogliari | Democrazia Cristiana | sindaco                   |                      |
| 1990    | 1995      | Giancarlo Ogliari | Democrazia Cristiana | sindaco                   |                      |
| 1995    | 1999      | Giancarlo Ogliari | centro               | sindaco                   |                      |
| 1999    | 2003      | Lucia Groppelli   | Lega Nord            | sindaco                   | [ 12 ] [ 13 ] [ 14 ] |
| 2003    | 2003      | Giuseppe Montella | -                    | commissario prefettizio   | [ 15 ]               |
| 2003    | 2003      | Giuseppe Montella | -                    | commissario straordinario | [ 16 ]               |
| 2003    | 2008      | Giancarlo Ogliari | centro               | sindaco                   |                      |
| 2008    | 2013      | Giancarlo Ogliari | lista civica         | sindaco                   |                      |
| 2013    | 2018      | Angelo Barbati    | Lega Nord            | sindaco                   | [ 2 ]                |
| 2018    | 2023      | Angelo Barbati    | Lega                 | sindaco                   | [ 17 ]               |
| 2023    | in carica | Angelo Barbati    | lista civica         | sindaco                   | [ 1 ]                |

## Galleria d'immagini

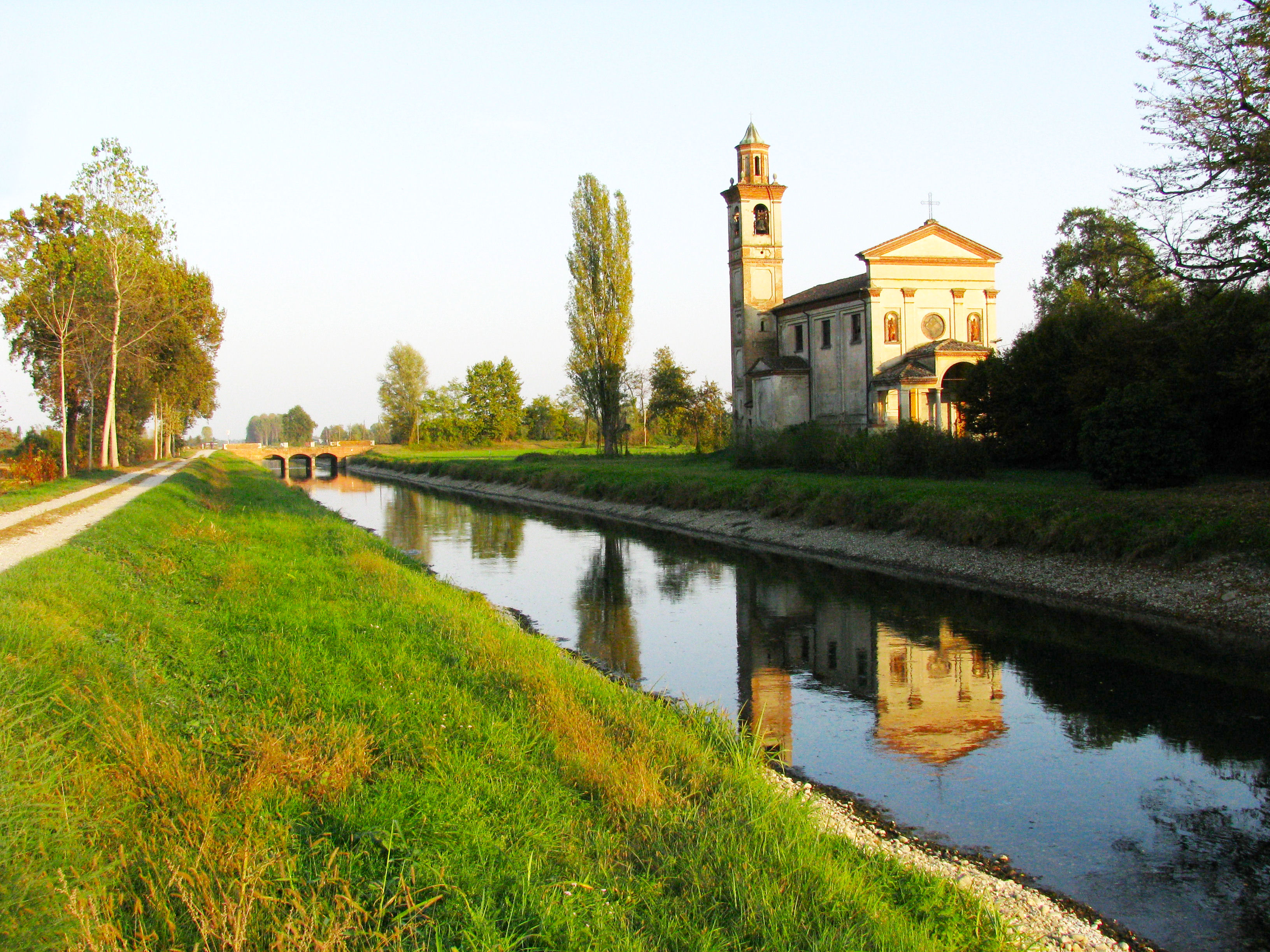
Chiesa santa Caterina nel Moso

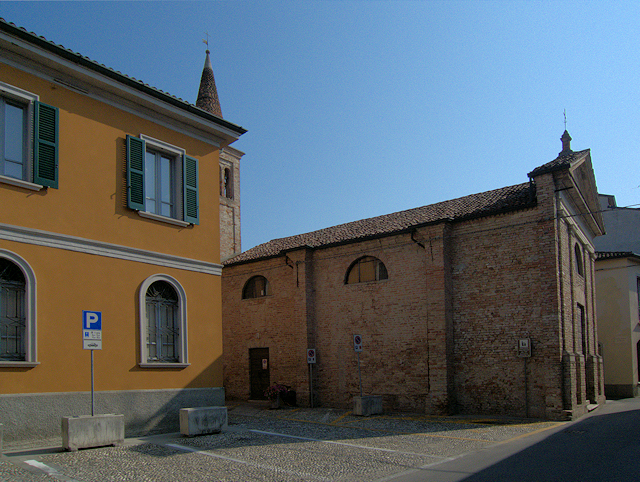
Oratorio di San Rocco
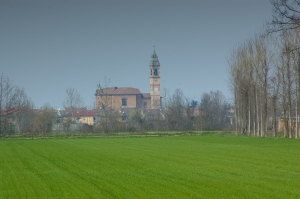
Chiesa parrocchiale veduta dal Moso di Trescore